# Таллинский английский колледж
Таллинский английский колледж (эст. Tallinna Inglise Kolledž) — общеобразовательная школа в Таллине, Эстония с углубленным изучением английского языка. В школе имеются начальные, средние и старшие классы с учащимися в возрасте от 7 до 18 лет.

## История
Таллинская 7-я средняя школа была образована объединением Французского лицея Таллина и гимназии для мальчиков им. Якоба Вестхольма в 1940 году. Школа располагалась в том же здании, что и Французский лицей до советского периода. Она была снова переименована в Гимназию им. Якоба Вестхольма в 1941 году немецкими оккупантами, а в 1944 году ей было возвращено название 7-й средней школы Таллина, когда была восстановлена советская власть.
В 1996 году школа была переименована в Таллинский английский колледж и переехала в здание, которое было построено для Ревельского городского женского коммерческого училища и женской торговой школы в 1914 году.

## Знаменитые выпускники
- Рейн Ланг — Министр юстиции[4].
- Мария Листра — певица[5].
- Кристо Кяэрманн[эст.] — основатель Wise[англ.], богатейший человек Эстонии[6].